# Municipio de Peoria (Nebraska)
El municipio de Peoria (en inglés: Peoria Township) es un municipio ubicado en el condado de Knox en el estado estadounidense de Nebraska. En el año 2010 tenía una población de 140 habitantes y una densidad poblacional de 1,51 personas por km².

## Geografía
El municipio de Peoria se encuentra ubicado en las coordenadas 42°39′20″N 97°39′43″O / 42.65556, -97.66194. Según la Oficina del Censo de los Estados Unidos, el municipio tiene una superficie total de 92.48 km², de la cual 92,48 km² corresponden a tierra firme y (0 %) 0 km² es agua.

## Demografía
Según el censo de 2010, había 140 personas residiendo en el municipio de Peoria. La densidad de población era de 1,51 hab./km². De los 140 habitantes, el municipio de Peoria estaba compuesto por el 98,57 % blancos, el 0,71 % eran asiáticos y el 0,71 % eran de una mezcla de razas. Del total de la población el 1,43 % eran hispanos o latinos de cualquier raza.